# Estação Danmarkshavn

Localização da Estação Danmarkshavn, no Parque Nacional do Nordeste da Gronelândia.

Estação Danmarkshavn (que em dinamarquês significa: Ancoradouro da Dinamarca) é uma pequena estação meteorológica, no Parque Nacional do Nordeste da Gronelândia. A população permanente da Estação Danmarkshavn é 8. Danmarkshavn também é conhecido como o local mais a norte, na costa do Mar da Gronelândia, que os navios não-quebra-gelos podem passar. Portanto, Danmarkshavn é reabastecida por um navio de carga de 2 em 2 anos, no mês de agosto.